# Hugo van der Goes
Hugo van der Goes (Gand, 1440 circa – Auderghem, 1482) è stato un pittore fiammingo.

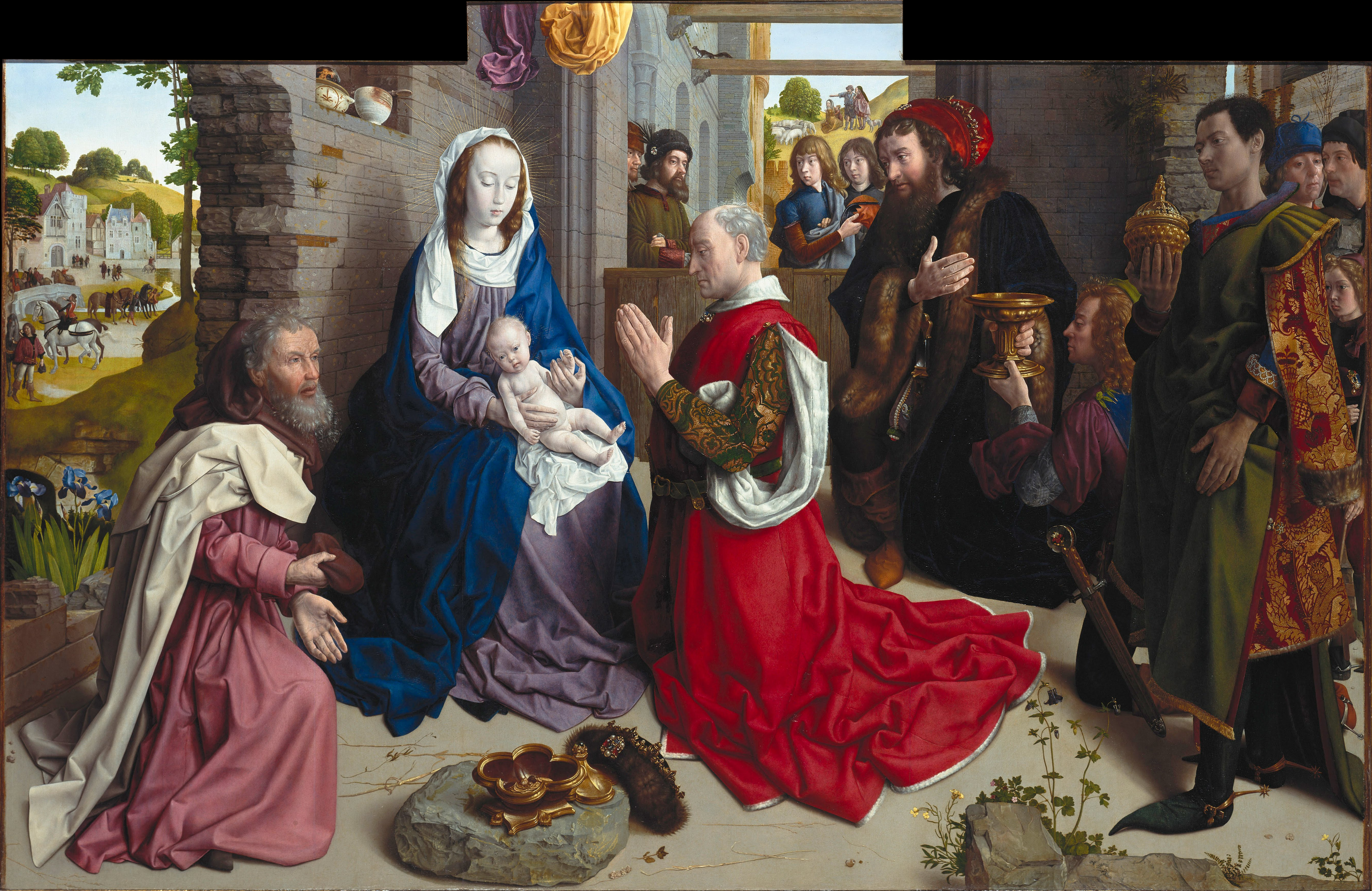
LAltare Monforte

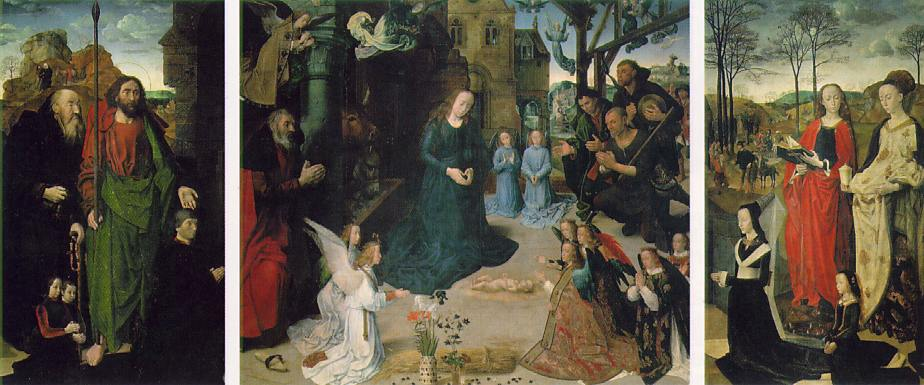
Trittico Portinari, aperto

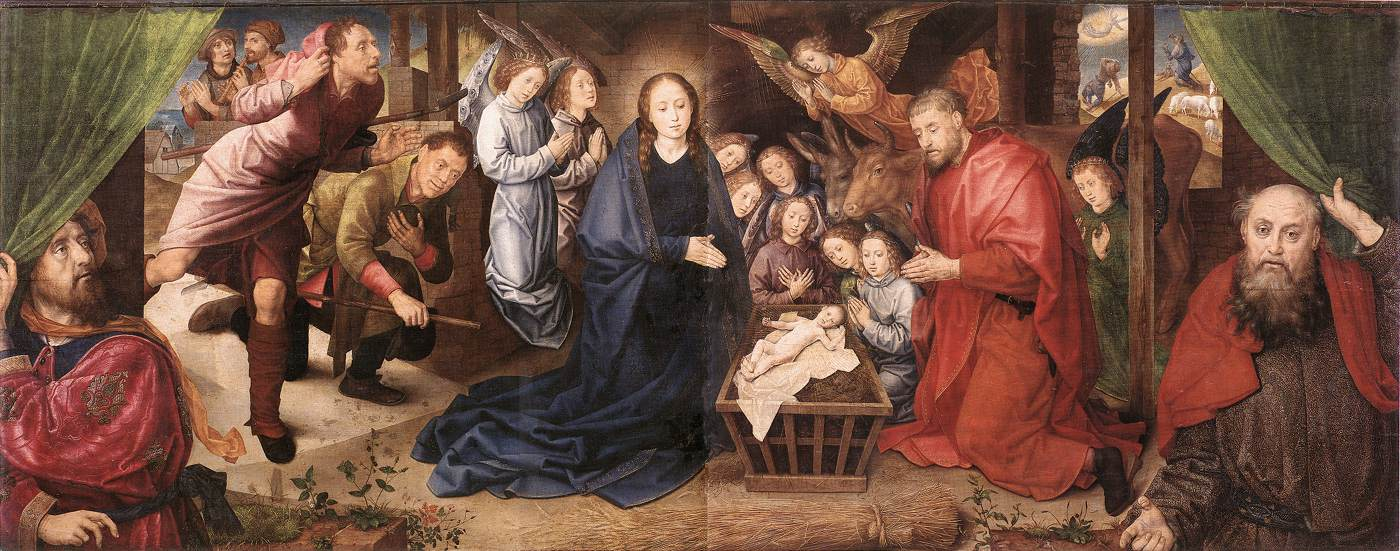
Adorazione dei pastori

Le note biografiche relative alla sua prima infanzia sono scarsissime, difatti le uniche documentazioni conservate, peraltro non completamente attendibili, gli attribuiscono la nascita nella città di Gand, anche se sembra certa l'origine olandese della sua famiglia.

## Biografia
Le fonti registrano che nel 1467 fu iscritto alla gilda dei pittori di Gand come Maestro, sotto garanzia di Giusto di Gand (Joost van Wassenhoven). Godeva evidentemente di grande rispetto, poiché su sua mozione vennero accolti nella gilda almeno altri tre pittori.
Nel 1468 lavorò alla decorazione della torre di Bruges, in occasione del matrimonio di Carlo il Temerario e Margherita di York.
Fu inoltre decano della gilda dal 1473–4 al 18 agosto 1475. Venne spesso impiegato dal governo della città come pittore di gonfaloni, stendardi ed altre pitture di carattere temporaneo necessarie alle cerimonie dell'epoca.
Nel 1477 si ritirò come fratello laico presso il monastero Roode Kloster (Croce Rossa) a Bruxelles, dove continuò a dipingere. Nel 1480 fu convocato dalla città di Lovanio (Leuven), per completare il dittico di Dieric Bouts il giudizio di Ottone, lasciato incompiuto dal suo collega, deceduto nel 1475. In seguito rientrò nel monastero, dove però fu colpito da una grave malattia mentale. Morì nel 1482 dopo anni di alternanza fra lucidità e follia.

## Opere

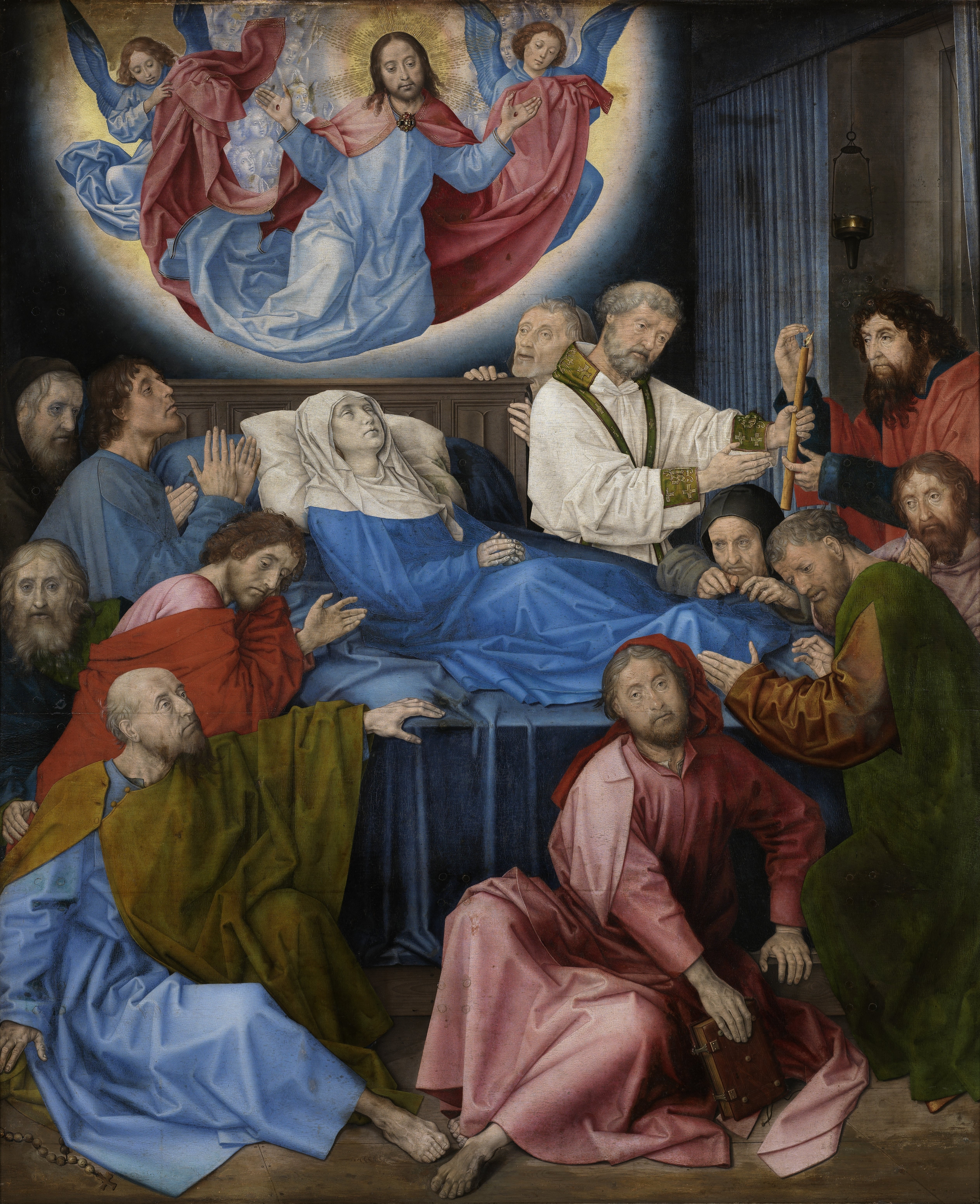
Morte della Vergine, Groeningemuseum di Bruges

Fu uno dei massimi pittori del suo tempo; il suo percorso artistico si caratterizzò da una parte per la sua non comune capacità di immersione nel paesaggio e l'acutezza osservativa, dall'altra per il turbinio dei sentimenti, della fantasia, saldati assieme al suo animo alquanto tormentato.
Rogier van der Weyden e Jan van Eyck, oltre a Giusto di Gand, ebbero una certa influenza sulla sua formazione artistica.
La sua opera più celebre, il Trittico Portinari commissionatogli dalla ricca famiglia di banchieri fiorentini quasi al termine della sua carriera, una volta giunto in Firenze (dove è ancora oggi, esposto nella Galleria degli Uffizi) esercitò una enorme influenza sui pittori fiorentini. Ghirlandaio, Filippino Lippi, Leonardo da Vinci e altri studiarono l'opera, cercando di copiarne l'originalità.
Altrettanta risonanza, anche se in ambito fiammingo dovette avere la straordinaria Dormitio Virginis oggi al Groeningemuseum Bruges, rivoluzionaria per scorci, disposizione delle masse e penetrazione psicologica dei personaggi.
Altre celebri opere sono un'altra Adorazione dei Magi detta Altare Monforte, oggi a Berlino alla Gemäldegalerie, immersa in un'atmosfera magica, dalla quale però emerge una non comune nitidezza nei dettagli realistici;, e la Caduta di Adamo al Kunsthistorisches Museum a Vienna.
Tra i pittori influenzati dalle sue opere ricordiamo il Maestro di Saint Giles.

### Elenco
- Altare Monforte (parte centrale di un trittico perduto), 1470 circa, olio su tavola, 147x242 cm, Berlino, Gemäldegalerie
- Madonna col Bambino, 1467-1470 circa, tela, 40,5x27 cm, Pavia, Pinacoteca Malaspina[3]
- Trittico Portinari, 1477-78, olio su tavola, 253x586 cm, Firenze, Galleria degli Uffizi
- San Luca che ritrae la Vergine, 1470-1480 circa, olio su tavola, 104×62,5 cm, Lisbona, Museu Nacional de Arte Antiga
- Morte della Vergine, 1472-1480 circa, olio su tavola, 147,8x122,5 cm, Bruges, Groeningemuseum
- Dittico di Vienna, 1475 circa, olio su tavola, 32,3x21,9 (scomparto sinistro) e 34,4x22,8 cm (scomparto destro), Vienna, Kunsthistorisches Museum
- Trittico di sant'Ippolito (pannello centrale di Dieric Bouts, attribuito anche a Gerard David), 1475 circa, olio su tavola, 92x41 cm, Bruges, Tesoro della cattedrale di San Salvatore
- Compianto di Cristo, 1475 circa, olio su tavola, 36x30 cm, San Pietroburgo, Museo dell'Ermitage
- Ritratto di un donatore con san Giovanni Battista, 1475 circa, olio su tavola, 32x22,5 cm, Baltimora, Walters Art Museum
- Ritratto d'uomo, 1475 circa, olio su tavola, 31,8x26 cm (ovale), New York, Metropolitan Museum of Art
- Monaco benedettino, 1478 circa, olio su tavola, 25,1x18,7 cm, New York, Metropolitan Museum of Art
- Altare della Trinità, 1478-1479 circa, olio su tavola, 202x100,5 cm, Edimburgo, National Gallery of Scotland
- Dittico del compianto di Cristo, 1480 circa, tempera su tavola
  - Cristo deposto, 53,5x38,5 cm, New York, collezione privata
  - Gruppo di dolenti, 53,5x38,5 cm, Berlino, Gemäldegalerie
- Adorazione dei pastori, 1480 circa, olio su tavola, 97x245 cm, Berlino, Gemäldegalerie
- Madonna col Bambino e un angelo, 1480 circa, olio su tavola, Norimberga, Germanisches Nationalmuseum
- Madonna col Bambino (parte centrale di un trittico perduto), 1480-1490 circa, olio su tavola, 30x23 cm, Francoforte sul Meno, Städel
- Madonna col Bambino, sant'Anna e un donatore (bottega), olio su tavola, 32,5x39 cm, Bruxelles, Musées Royaux des Beaux-Arts de Belgique

## Curiosità
- Il grande pittore olandese Vincent van Gogh affermò, in una lettera al fratello, di sentirsi " ridotto allo stesso stato di follia di Hugo Van der Goes " e di paragonarsi a lui a causa dell'esaurimento di cui era stato vittima per l'eccessivo lavoro; pochi mesi dopo, lo stesso Van Gogh verrà rinchiuso in manicomio.